# Державний переворот в Естонії (1934)
Державний переворот 1934 року (ест. 1934. aasta riigipööre) ознаменував кінець демократичної Естонії та початок періоду авторитарного правління Костянтина Пятса («епохи безмовності»). Переворот розпочався о 14:00 12 березня 1934 року. Керували ним державний старійшина Естонії Костянтин Пятс, а також генерал Йохан Лайдонер, який допомагав йому. До вечора того ж дня управління державою взяли до рук державний старійшина Пятс, а також його наближені. До осені 1934 року організатори припинили формальну діяльність парламенту Естонії (Рійгікогу), перейшовши до повністю авторитарного правління. Цю подію в історії Естонії, як і раніше, неоднозначно трактують як у самій країні, так і за її межами. 2012 року парламент Естонії (Рійгікогу) відмовився давати оцінку перевороту 1934 року.

## Передумови

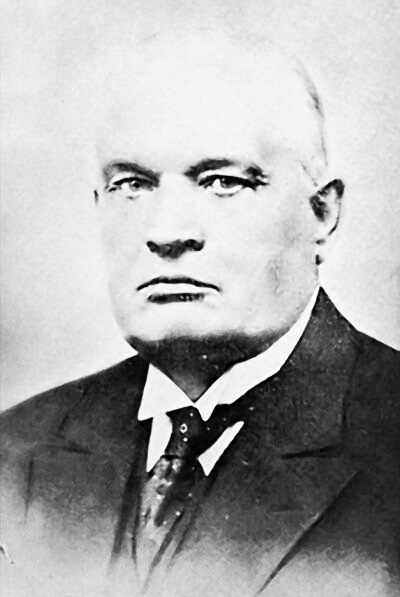
Костянтин Пятс

На початку 1930-х у політично нестабільній Першій естонській республіці різко посилився вплив ультраправого руху вапсів (Ліга ветеранів Визвольної війни), на чолі з Артуром Сірком, дуже популярних у народі. Цей ветеранський рух почав брати активну участь у політиці, де досяг значних успіхів. Вапси також виступали за встановлення в країні авторитарного режиму за прикладом Італії та Німеччини. На референдумі 1933 року за новою Конституцією прийнято проєкт, який підтримали вапси. Щоб уникнути встановлення диктатури вапсів, лідер аграрної партії Костянтин Пятс організував змову з генералом Лайдонером із метою захоплення влади. Для здійснення держперевороту Пятс і Лайдонер використали три роти кадетів військового училища Тонді, а також політичну поліцію Таллінна.

## Хронологія перевороту
- 27 лютого 1934 року введено заборону на членство військовослужбовців у політичних організаціях, що послабило позиції вапсів.
- 12 березня 1934 року о 14:00 державний переворот розпочався в Таллінні, де Пятс оголосив про введення в Естонії надзвичайного стану.
- 12 березня 1934 року о 17:30 відбулися екстрені збори уряду Пятса.
- 15 березня 1934 року Пятс виступив із політичною промовою в Рійгікогу.
- 22 березня 1934 року Пятс увів заборону на діяльність ветеранів-визволителів, незабаром вапсів заарештували за звинуваченням у замаху на державний переворот. Пятс заборонив усі політичні партії та незалежну пресу[3], демонстрації та страйки.
- 25 вересня 1934 року Карла Ейнбунда призначено міністром внутрішніх справ та віце-прем'єр-міністром країни.
- 2 жовтня 1934 року відбулося останнє засідання Рійгікогу, припинення формальної діяльності якого ознаменувало початок диктатури («Періоду мовчання»)[4].
- 1935 року заборонено Німецько-балтійську партію[de], яка виражала інтереси німців і шведів Естонії.